# Lžín (zámek)
Zámek Lžín je novorenesanční zámek ve vsi Lžín v okrese Tábor v Jihočeském kraji. V současné době je v rekonstrukci.

## Historie
Zámek pochází z poloviny 18. století a původně sloužil Vyšebrodskému klášteru jako letní sídlo. Od roku 1861 jej vlastnil František Emanuel Komers, který jej dal přestavět v novorenesančním slohu.
V 80. letech 20. století jej používalo Husitské muzeum v Táboře jako depozitář. Od té doby zámek chátral, v současnosti (rok 2021) se rekonstruuje.